# イギリス国鉄101形気動車
イギリス国鉄101形気動車（イギリスこくてつ101がたきどうしゃ、英語:British Rail Class 101）は、1956年に登場したイギリス国鉄の気動車である。1956年から1959年にかけてメトロキャメルにより製造された。

## 概要
イギリス国鉄の第一世代気動車における最大世帯の形式であり、527両が製造された。全長は17.37m、機関は出力150HPのBUT製ディーゼルエンジンを1両に2基搭載、最高速度は113km/h、動力伝達は機械式である。
主にイングランド、ウェールズ、スコットランドの各地方線区に投入され、蒸気機関車牽引の列車を置き換えた。最長47年の長きに渡って運用され、2003年12月に運用を終了している。2003年12月21日にはさよなら運転が行われた。

## 登場作品
『汽車のえほん』およびその映像化作品『きかんしゃトーマス』に登場する気動車、「デイジー」（Daisy）のモデルとなった。